# Acrapex
Acrapex är ett släkte av fjärilar. Acrapex ingår i familjen nattflyn.

## Bildgalleri

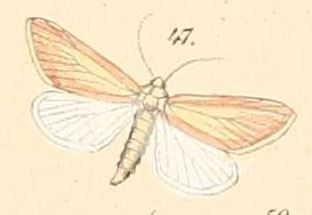
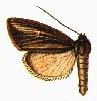
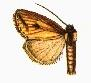
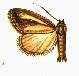
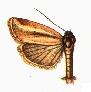
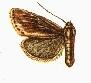

## Dottertaxa tillAcrapex, i alfabetisk ordning[1]
- Acrapex acuminata
- Acrapex aenigma
- Acrapex albicostata
- Acrapex albivena
- Acrapex apicestriata
- Acrapex atriceps
- Acrapex azumai
- Acrapex biroseata
- Acrapex breviptera
- Acrapex brunnea
- Acrapex brunneella
- Acrapex brunneoides
- Acrapex brunneolimbata
- Acrapex brunneosa
- Acrapex carnea
- Acrapex concolorana
- Acrapex cramboides
- Acrapex cuprescens
- Acrapex curvata
- Acrapex dallolmoi
- Acrapex exanimis
- Acrapex exsanguis
- Acrapex ferenigra
- Acrapex festiva
- Acrapex fuscifasciata
- Acrapex gibbosa
- Acrapex hamulifera
- Acrapex hemiphlebia
- Acrapex holoscota
- Acrapex ignota
- Acrapex impunctata
- Acrapex leucophlebia
- Acrapex malagasy
- Acrapex melianoides
- Acrapex metaphaea
- Acrapex minima
- Acrapex mischus
- Acrapex mutans
- Acrapex mystica
- Acrapex obsoleta
- Acrapex ochracea
- Acrapex ottusa
- Acrapex pacifica
- Acrapex parvaclara
- Acrapex peracuta
- Acrapex perfuscata
- Acrapex permystica
- Acrapex pertusa
- Acrapex postrosea
- Acrapex prisca
- Acrapex punctosa
- Acrapex quadrata
- Acrapex rhabdoneura
- Acrapex roseola
- Acrapex roseonigra
- Acrapex roseotincta
- Acrapex santonis
- Acrapex seydeli
- Acrapex simbaensis
- Acrapex similimystica
- Acrapex simplex
- Acrapex sinensis
- Acrapex sogai
- Acrapex spoliata
- Acrapex stictisema
- Acrapex stygiata
- Acrapex subalbissima
- Acrapex suffusa
- Acrapex syscia
- Acrapex syscoides
- Acrapex totalba
- Acrapex tristigata
- Acrapex uncina
- Acrapex uncinoides
- Acrapex undulata
- Acrapex unicolora